# Ouville
Ouville – miejscowość i gmina we Francji, w regionie Normandia, w departamencie Manche.
Według danych na rok 1990 gminę zamieszkiwało 377 osób, a gęstość zaludnienia wynosiła 34 osoby/km² (wśród 1815 gmin Dolnej Normandii Ouville plasuje się na 528. miejscu pod względem liczby ludności, natomiast pod względem powierzchni na miejscu 439.).